# گولش (آردانوچ)
گولش (به ترکی استانبولی: Güleş) یک منطقهٔ مسکونی در ترکیه است که در آردانوچ واقع شده‌است. گولش ۴۲۲ نفر جمعیت دارد.